# Anderson Roberto da Silva Luiz
Anderson Roberto da Silva Luiz (nacido el 1 de febrero de 1978) es un exfutbolista brasileño que se desempeñaba como delantero.
Jugó para clubes como el Benfica, Corinthians, Náutico, Moreirense, Al-Rayyan, Naval 1º Maio, Portuguesa, Ponte Preta y Consadole Sapporo.

## Trayectoria

### Clubes
| Club              | País     | Año         |
| ----------------- | -------- | ----------- |
| Benfica           | Portugal | 1997 - 1998 |
| Alverca           | Portugal | 1997 - 1998 |
| Corinthians       | Brasil   | 1998        |
| Náutico           | Brasil   | 1998        |
| Alverca           | Portugal | 1999 - 2002 |
| Benfica           | Portugal | 2002 - 2006 |
| Moreirense        | Portugal | 2002 - 2003 |
| Al-Rayyan         | Catar    | 2002 - 2003 |
| Benfica           | Portugal | 2004 - 2006 |
| Naval 1º Maio     | Portugal | 2004        |
| Portuguesa        | Brasil   | 2006        |
| Londrina          | Brasil   | 2006        |
| Ponte Preta       | Brasil   | 2007        |
| Ituano            | Brasil   | 2007        |
| Consadole Sapporo | Japón    | 2008        |
| Liaoning Whowin   | China    | 2009        |
| Shenyang Dongjin  | China    | 2010        |